# Don Giovanni o Il convitato di pietra
Don Giovanni o Il convitato di pietra (Dom Juan ou le Festin de pierre), è una commedia tragica in cinque atti del drammaturgo e attore francese Molière. Venne rappresentata per la prima volta a Palais-Royal il 15 febbraio 1665, dalla Troupe de Monsieur, frère unique du Roi (il fratello del re Luigi XIV). Fu pubblicata con tagli nel 1682 e ad Amsterdam nel 1683, con integrazioni. Su richiesta della vedova di Molière, Thomas Corneille ne fece un adattamento in versi nel 1667, che rimase il testo adottato sulle scene fino a metà Ottocento.
Il personaggio di don Giovanni aveva avuto la sua origine in Spagna, dove il frate Gabriel Téllez, una volta convertitosi alla letteratura e al teatro, sotto lo pseudonimo di Tirso de Molina scrisse la commedia L'ingannatore di Siviglia e il convitato di pietra. Pubblicata nel 1630, la sua opera serviva da esempio e monito a ogni trasgressore della morale umana e della legge divina. Da notare come il don Giovanni di Molière sia in prosa, a differenza dei don Giovanni spagnolo e italiano, che sono in versi. In seguitò la notorietà del personaggio aumentò e don Giovanni fu ripreso da varie compagnie europee, come quella italiana e quella francese di Molière, e in seguito tutto il Seicento e nei secoli successivi. 
Uno dei temi ricorrenti dell'opera è il concetto del Cielo come una forza esterna che va temuta, un sommo giudice che non si può beffare e che - dopo aver concesso svariate possibilità di redimersi - punirà chi gli avrà voltato le spalle. Molière propone pertanto un'idea di Dio lontana da quella tradizionalmente presentata da Cattolicesimo, e vagamente rassomigliante al concetto divinità che s'incontra nel teatro greco antico. 

## Trama

### Atto I
La scena inizia con Sganarello e Gusmano che discutono sull'inaspettata e segreta partenza di Elvira, al seguito del marito Don Giovanni. Durante la discussione, Sganarello si lascia andare, confidandosi e confessando al Gusmano chi realmente è Don Giovanni: un padrone perfido, cinico e libertino, che prova diletto nel conquistare le donne e consumare i piaceri carnali, per poi abbandonarle con disprezzo. Dopo la dipartita di Gusmano sopraggiunge Don Giovanni, il quale ha un lungo discorso con Sganarello sul suo modo di vivere: egli gli confessa che non riesce a restar legato a una donna perché dopo la prima consumazione dell'atto sessuale, quest'ultima perde di fascino e di interesse per lui, il quale, quasi per istinto, è costretto a cercarne nuovamente un'altra, alla quale riservare il triste e perfido trattamento della precedente. Il loro dialogo si interrompe improvvisamente alla vista della “prossima designata” alle crudeltà di Don Giovanni, il quale ordisce insieme al mal volenteroso Sganarello un piano per rapirla in barca durante una gita col suo legittimo fidanzato, sul mare. Sganarello obbedisce come di consueto agli ordini del padrone, che però cerca sempre di dissuadere in qualche modo dalle sue iniquità. Infatti, durante il dialogo, Sganarello chiede a Don Giovanni se sia realmente il caso di rapire questa donna con la forza, dato che sei mesi prima era addirittura arrivato a uccidere un Commendatore, padre di una delle sue innumerevoli vittime, reato per il quale era stato assolto dal giudice. Successivamente Elvira riesce a trovare per strada il suo consorte, il quale ipocritamente afferma di sentirsi colpevole di averla sottratta al convento in cui lei stava e di averla sposata, perché adesso sente che il Cielo gli è avverso e finalmente lui se ne è accorto. Elvira non crede alle fandonie inventate seduta stante dal marito, del quale giura di vendicarsi in maniera terribile.

### Atto II
Il piano del malefico Don Giovanni e Sganarello viene sventato da un'improvvisa burrasca che li scaraventa sulla battigia della costa. Qui vengono recuperati e tratti in salvo da due contadini: Pierotto e Carlotta, promessi sposi. Una volta recuperati i sensi Don Giovanni, accortosi della bellezza di Carlotta, si rinfranca dal suo recente fallimento, e si getta nella sua arte della seduzione, con encomi ed elogi iperbolici alla umile contadina, che dapprima non si fida molto dei grandi paroloni adorni di Don Giovanni, ma alla fine cede alla tentazione di poter abbandonare il suo misero rango di contadina e divenire un'agiata signora. A nulla servono le esortazioni a mantenere la sua promessa di matrimonio, che le vengono ricordate dal fidanzato Pierotto, accortosi di quello che accade. Dopo aver usato vigliaccamente Carlotta come scudo per difendersi dalle percosse di Don Giovanni, Pierotto si dilegua in preda all'angoscia. Al riguardo del matrimonio, va ricordato che a quell'epoca erano validi i matrimoni segreti prendendo fisicamente la mano della promessa moglie. Non appena Pierotto se ne va, sopraggiunge Maturina, un'altra contadina, alla quale Don Giovanni precedentemente aveva promesso di sposarla, che, sospettando dell'infedeltà del futuro marito, rivendica davanti ai presenti di essere la sola designata a maritarsi con lui. Ha quindi luogo un acceso dibattito tra Carlotta e Maturina, senza esclusione di offese e scherni, nel quale entrambe affermano di essere le promesse consorti di Don Giovanni. Quest'ultimo riesce ad evitare il medesimo confronto e le eventuali scuse con uno scaltrissimo stratagemma il quale consiste nel negare e allo stesso tempo affermare quello che ognuna delle due asserisce. Tale dibattito si conclude con la promessa, ad entrambe, di matrimonio che viene così posticipato all'indomani mattina. In quell'istante sopraggiunge Ramaccio, uno spadaccino al servizio di Don Giovanni, che reca a quest'ultimo la notizia che dodici uomini a cavallo lo stanno cercando, con cattive intenzioni. All'udire tali parole, Don Giovanni escogita all'istante lo stratagemma di scambiarsi d'abito con Sganarello, il quale, afferrando subito lo scopo di tale manovra e compresi i rischi che corre, escogita a sua volta un piano migliore.

### Atto III
Don Giovanni asseconda e adotta quindi l'idea di Sganarello, che consiste nel vestirsi da viaggiatore lui, e da medico il servo. Ha luogo quindi un altro dialogo tra Don Giovanni e Sganarello, dal quale emerge lentamente il carattere vile del servo. Egli si diverte nel raccontare al padrone di aver abusato dell'abito da medico che indossa, per prescrivere medicine puramente a casaccio, al primo malcapitato, che supplicava il suo parere e/o supporto medico. Tale scena va a riprendere il “tema dell'abito che fa il monaco”, assai ricorrente in quasi tutte le pièces di Molière, soprattutto ne il Medico Volante. Strada facendo Don Giovanni e Sganarello incontrano Francesco, un povero mendicante, al quale chiedono informazioni per giungere in città. Il pover'uomo accetta di buon grado di aiutarli, indicandogli la strada e inoltre avvertendoli che l'intera zona è da diverso tempo battuta da predoni. Al momento dei ringraziamento per le preziose informazioni, il povero chiede gentilmente a Don Giovanni, in cambio di una perpetua preghiera, di fargli un'elemosina: il libertino accetta, a patto che egli bestemmi. Il pover'uomo dimostra di essere povero economicamente, ma riccamente volitivo e saldo alla fede che non tradisce nemmeno in cambio di un Luigi d'Oro, preferendo morire di fame. Don Giovanni allora, mosso da un barlume di inaspettata compassione, gli dona ugualmente un Luigi d'Oro, asserendo di darglielo per amore dell'umanità. In quel medesimo istante Don Giovanni intravede da lontano un uomo assalito da tre banditi, scena di enorme vigliaccheria (come asserisce lo stesso Don Giovanni), che lo chiama in suo aiuto. Grazie alla sua destrezza nella spada mette in fuga i banditi, e ottiene così una devotissima riconoscenza dall'assalito. Si scopre però che questi è Don Carlos, uno dei fratelli di Elvira, giunto insieme a suo fratello ed a un seguito di uomini per saldare una faccenda d'onore. Il consanguineo di Elvira quindi si confida con il libertino, confessandogli che più precisamente devono saldare i conti con la spada con un certo Don Giovanni, il quale ha oltraggiato l'intera famiglia, approfittando dell'innocente Elvira. Don Giovanni, apprendendo che Don Carlos non conosce il volto di questo suo oltraggioso nemico, coglie l'occasione per inscenare un piano per arruffianarsi il consanguineo di Elvira, ed evitare il duello, offrendosi di presentargli lui stesso questo fantomatico Don Giovanni interpretato da uno dei suoi servi, abbigliati come lui, e mandati come capro espiatorio alla morte, proprio come voleva fare precedentemente con Sganarello. Sfortunatamente per Don Giovanni, sopraggiunge Don Alonso, fratello di Don Carlos ed Elvira, il quale, a quanto pare, conosce o comunque è in grado di riconoscere l'oltraggioso libertino che ha lordato l'onore della loro famiglia. Don Alonso dunque si appresta ad adempiere alla sua vendetta, quando viene fermato da Don Carlos, che dopo un lungo e controverso dibattito con il fratello, lo convince a lasciarlo andare, riproponendosi di saldare il loro conto in un secondo momento, dato che se non fosse per lui, quei tre banditi lo avrebbero ucciso. Non appena i fratelli di Elvira si allontanarono, Don Giovanni rimprovera Sganarello di non aver tentato di aiutarlo contro i due fratelli. Prima di incamminarsi nuovamente verso casa, Don Giovanni intravede tra gli alberi limitrofi alla strada un superbo edificio che si rivela essere la tomba del medesimo commendatore da lui ucciso sei mesi prima. Quindi, Don Giovanni e il suo servo (quest'ultimo con grande ribrezzo e contrarietà), aprono la tomba ed accedono al mausoleo nel quale trovano la rinomata statua del Commendatore, in abiti da imperatore romano. Dopo aver biasimato l'immotivato lusso del luogo, Don Giovanni, per beffarsi della statua incredibilmente rassomigliante al suo proprietario, ordina al servo, oramai più contrariato che mai, di invitare tale statua a cena, per quella sera. Con grande costernazione e terrore di Sganarello, la statua gli risponde chinando la testa a guisa di consenso. Don Giovanni, incredulo, formula una seconda volta, personalmente, l'invito, che la statua riaccetta nel medesimo modo, suscitando in Don Giovanni la voglia di uscire dal mausoleo.

### Atto IV
Una volta usciti dal mausoleo, Sganarello ha un breve dibattito con il padrone, il quale nega la strana realtà dei fatti appena accaduti. Dunque Don Giovanni rincasa, e non appena dà ordine che gli venga servita la cena, si presenta alla porta un commendatore, nonché suo creditore: il signor Domenico, che viene infine ricevuto con grandi cerimonie, scuse per l'attesa, inviti a banchettare insieme, moine ed atteggiamenti ruffiani, che hanno la funzione diversiva di cambiare repentinamente discorso, ogni qual volta il commendatore accenna ai soldi che il libertino gli deve. Don Giovanni riesce dunque a dominare il signor Domenico: creditore che era più che deciso a essere rimborsato proprio quella sera, tanto che aveva aspettato tre quarti d'ora nell'atrio, totalmente incurante delle esortazioni dei servi di Don Giovanni, che volevano convincerlo che il proprio padrone non era in casa. Sganarello, infine, irritato dalle parole del commendatore che gli ricordano di avere anche lui un conto monetario in sospeso, butta fuori di casa il povero e sconcertato Domenico. Subito dopo Violetta annuncia l'arrivo del padre, Don Luigi, giunto sin lì per rimproverare il figlio per la vita sregolata e dannata che conduce. Don Luigi ricorda come abbia a lungo desiderato e pregato il cielo per avere un figlio; figlio che adesso è solamente motivo della sua vergogna e del suo dolore. Don Luigi poi se ne va, deluso dalle parole sarcastiche e denigratorie del figlio. Non appena Don Luigi si congeda, Don Giovanni mostra tutta la sua contrarietà alle parole del padre, augurandogli addirittura di morire presto. Prima di potersi sedere per la cena, Ragotino giunge nella sala, annunciando al padrone libertino che una signora velata desidera parlargli. Tale donna si rivela essere Donna Elvira. Ella, non più carica di ira ed astio nei confronti dell'uomo che l'ha illusa, lo supplica, in nome dei sentimenti che provò per lui in passato, di redimersi dal suo stile di vita scellerato e peccaminoso, salvandosi dall'imminente punizione celeste. Anche Donna Elvira si congeda, annunciando che si ritirerà a vita solitaria, nonostante le incitazioni del suo falso sposo, quasi ammaliato dal suo stato d'animo, a rimanere. La cena viene finalmente servita, ma prima che Don Giovanni e Sganarello possano iniziare a mangiare, vengono interrotti da una terza visita. Don Giovanni si trova a ricevere colui che ironicamente aveva invitato a cena quello stesso pomeriggio, che altri non è che la statua del Commendatore. La statua che va dai vivi rispecchia il rito dei morti e inoltre rappresenta la religione cattolica che punisce il male. Tale ospite inconsueto ed inatteso invita a sua volta Don Giovanni a venire alla sua cena, la sera successiva, chiedendogli se ne avrà il coraggio. Don Giovanni accetta di andarci, portandosi il servo Sganarello, assolutamente contrariato e sgomentato. Come al solito, il libertino accetta la sfida, non tirandosi mai indietro dinnanzi a niente e a nessuno, sicuro di sé e sicuro di essere padrone del suo stesso destino. All'uscita, Don Giovanni si offre di far luce con una fiaccola al suo strano ospite, che però dice di non averne bisogno, perché è guidato dal cielo.

### Atto V
L'indomani Don Giovanni, mosso dal proposito di riavvicinarsi al padre, per mettersi al sicuro da svariati spiacevoli incidenti che potrebbero accadere (soprattutto il duello con Don Alonso e Don Carlos), finge una totale redenzione. Credendo a tali parole, il padre, in preda alla più grande felicità, afferma di averlo perdonato di tutte le sue malefatte passate, abbracciandolo amorosamente. Quindi Don Luigi colmo di gioia corre a casa da sua moglie, per darle la buona notizia. La notizia di redenzione suscita commozione e felicità anche a Sganarello, il quale viene subito smentito dalla confessione del padrone, che lo lascia basito. Don Giovanni ammette di lasciarsi andare a tali confidenze solo perché ha piacere ad avere un testimone del fondo della sua anima, e un confidente dei veri motivi che lo costringono a comportarsi così: confessa che la sua finta conversione altro non è che uno stratagemma utile ed una mossa politica. Si giustifica inoltre asserendo che l'ipocrisia è un fattore comune tra le persone, e che molte di queste usano la stessa maschera per ingannare il mondo. Infine conclude il suo monologo, elogiando l'ipocrisia, la quale, secondo lui, offre meravigliosi vantaggi, tra i quali quello di non essere esposti al biasimo collettivo. Successivamente, Don Giovanni si incontra con Don Carlos, al quale cerca di far credere la sua redenzione. Inizialmente Don Carlos è lieto di tali parole, e del fatto che si potrà risolvere la questione in modo pacifico, con il matrimonio tra Donna Elvira e Don Giovanni, in modo da mettere in salvo l'onore della famiglia. Ma quando Don Giovanni gli confessa che anche lui, proprio come Donna Elvira, si ritirerà a vita privata e solitaria in un convento, su consiglio del Cielo, Don Carlos ritorna sui passi del fratello, rinnovando la sfida a duello, che avverrà in un luogo più opportuno di quello. Prima dell'appuntamento con la statua del Commendatore, il libertino ed il servo Sganarello incappano in uno Spettro con le sembianze di una donna velata, che proclama che Don Giovanni ha poco tempo per approfittare della misericordia del Cielo, prima che la sua dannazione sia irrevocabile. Dopodiché lo spettro cambia forma, tramutandosi nel Tempo con la falce in mano. Dinnanzi a ciò, Sganarello rimane completamente terrorizzato, ed esorta ancora una volta il padrone alla redenzione. Don Giovanni invece, dopo aver curiosamente detto di conoscere tale strana voce, sguaina scetticamente la spada, gettandosi sullo spettro, il quale vola via. Don Giovanni dunque riconferma a Sganarello che nessuno riuscirà mai a farlo pentire. Poco dopo, il libertino ed il suo servo incontrano la statua del Commendatore, che gli ricorda l'appuntamento a cena. Don Giovanni dunque gli chiede le indicazioni della sua abitazione, e la statua, come se volesse cortesemente accompagnarlo, gli chiede la mano, che il libertino gli dà. La statua dunque proclama che il perseverare nel peccato comporta una morte funesta, e che chi respinge il Cielo apre il cammino alla sua folgore. Detto ciò Don Giovanni inizia a sentirsi ardere da un fuoco invisibile, dunque un grande fulmine, accompagnato da gran fracasso, lo investe, e la terra si spalanca, inghiottendolo tra fiamme fuoriuscenti. La battuta finale dell'opera spetta a Sganarello, che si lamenta della paga che non potrà più ricevere dal momento che il suo padrone è stato appena ucciso.

## Reazioni
Quest'opera di Molière suscitò un grande scandalo negli ambienti ecclesiastici, per i quali il Don Giovanni costituiva un'inaccettabile apologia del libertinismo. A ciò si aggiungeva la presenza di un personaggio come Sganarelle (rassomigliante al nostro Brighella, nel carattere e nel vestiario), che appariva come un personaggio superstizioso oltre che irriverente, in particolare per la sua battuta finale in cui egli, di fronte al castigo del padrone non fa altro che reclamare la sua paga.